# Der Weiße Ring (Skirunde)

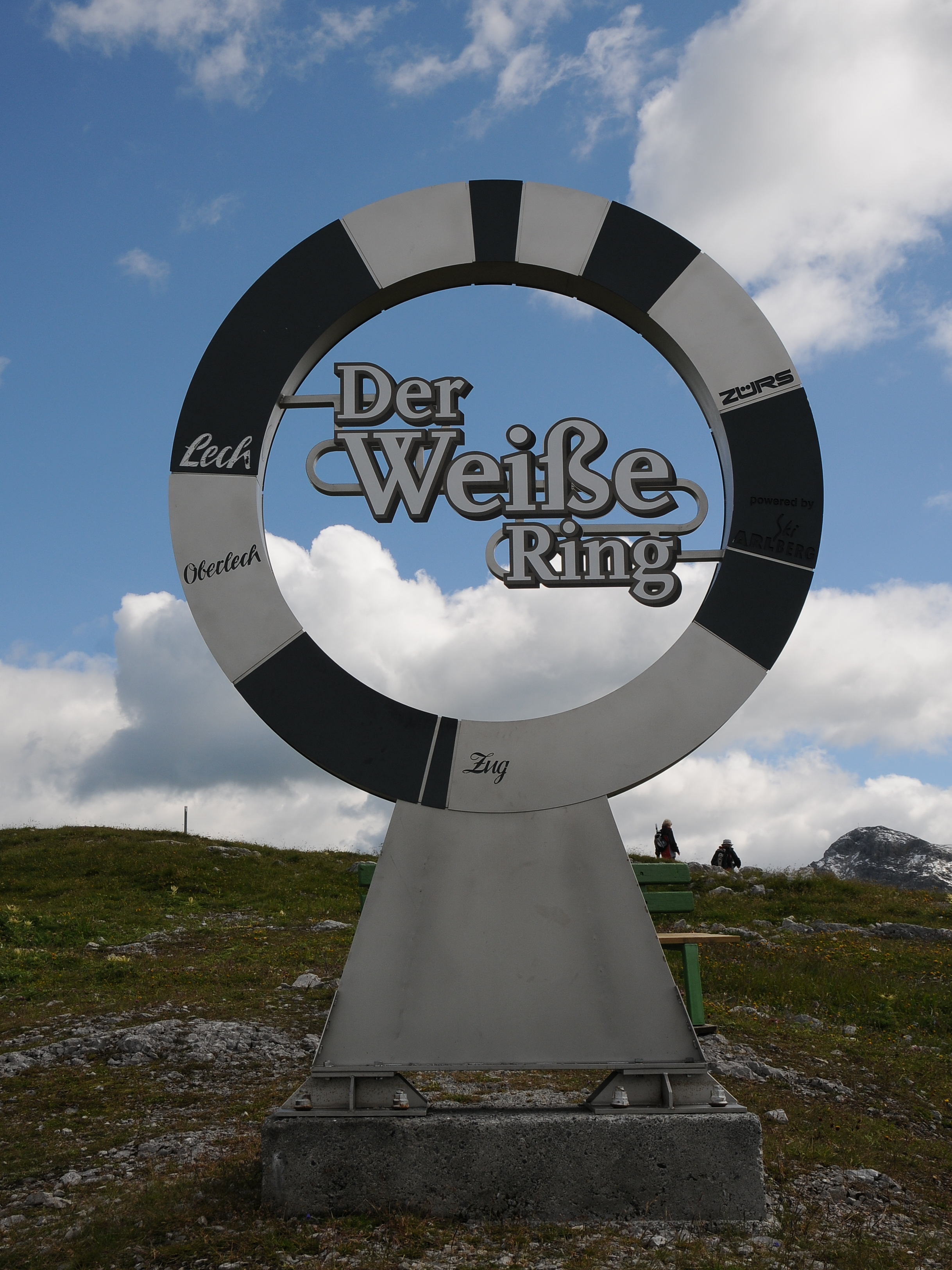
Installation auf dem Rüfikopf

Der Weiße Ring im Skigebiet Ski Arlberg in Lech am Arlberg in Vorarlberg (Österreich) bezeichnet eine Reihe von Skiliften, welche seit 1957 eine Skirunde möglich machen. Seit der Skisaison 2005/2006 gibt es das Skirennen „Der Weiße Ring – Das Rennen“.
Die Skirunde erstreckt sich über mehrere Abfahrten und Lifte. Sie umfasst eine Gesamtlänge von 21,69 km und überwindet dabei insgesamt 5.439 m Höhenunterschied. Im Herbst 2009 bestätigte Guinness World Records, dass das Skirennen Weißer Ring mit knapp 22 km das längste Skirennen der Welt ist.

## Geschichte
Die Grundidee zur Skirunde geht zurück auf den Skisportler und Ingenieur Josef „Sepp“ Bildstein und beginnt mit der Inbetriebnahme des ersten Schleppliftes im Winter 1940/41.
In der Saison 2005/2006 wurde zum 50. Jubiläum der Skirunde das erste Skirennen veranstaltet. Der Rennstart liegt immer an der Bergstation (2350 m ü. A.) am Rüfikopf, einem 2362 m hohen Berg südöstlich der Ortschaft Lech, wo sich stets das Ziel befindet.
Im Herbst 2009 wurde vom Herausgeber des Guinness-Buch der Rekorde bestätigt, dass es sich beim „Weißen Ring“ um das längste Skirennen der Welt handelt. Seit 2010 findet am Nassfeld in Kärnten die „Wulfenia Trophy“, welche mit 32 Streckenkilometern als längstes Skirennen der Welt beworben wird. Da dieses Skirennen keine Guinness-Eintragung als längstes Skirennen der Welt hat, wirbt der Weiße Ring weiterhin damit.
Von 2006 bis 2017 fand alljährlich ein Rennen statt. Am 14. Jänner 2012 fand das Rennen, für das 1.000 Startplätze vergeben wurden, das siebte Mal statt. Bei diesem Rennen standen mit Josef „Pepi“ Strobl, Patrick Ortlieb, Harti Weirather, Marc Girardelli, Tom Stiansen, Andreas Goldberger und David Coulthard einige bekannte Namen am Start. Während die Rennen der Jahre 2018, 2020 und 2023 aufgrund von ausgiebigem Schneefällen abgesagt werden mussten und das Rennen von 2021 wegen der COVID-19-Pandemie ausfiel, gab es 2019, 2022 und 2024 weitere Rennen.
Den Streckenrekord hatte erst seit 2006 mit 44:35:07 Minuten Patrick Ortlieb und dann seit 2010 mit 44:10:75 Minuten Markus Weiskopf inne; seit 2024 wird er mit 44:06:50 Minuten von Kilian Böck gehalten.

## Streckenverlauf
| Etappe |        | Piste / Lift                                | Länge  | Höhenmeter |
| ------ | ------ | ------------------------------------------- | ------ | ---------- |
| 1      |        | Rüfikopfbahn                                | 2.131  | 890        |
| 2      | 38a    | Steinmännle                                 | 1.634  | 366        |
| 3      |        | Schüttbodenlift                             | 590    | 155        |
| 4      | 38a    | Schüttboden – Zürs                          | 1.607  | 248        |
| 5      |        | Trittalpbahn                                | 920    | 288        |
| 6      | 3a     | Hexenboden Direkte                          | 1.798  | 466        |
| 7a     |        | Seekopfbahn                                 | 1.548  | 514        |
| 7b     |        | Zürserseebahn                               | 1.587  | 491        |
| 8      |        | Madlochbahn                                 | 1.520  | 285        |
| 9      | 33     | Madloch – Zug                               | 4.187  | 954        |
| 10     |        | Zugerbergbahn                               | 1.443  | 615        |
| 11     |        | Balmengratlift                              | 222    | 5          |
| 12     | 34     | Kriegeralpe – Petersboden – Oberlech – Lech | 4.236  | 644        |
| Gesamt | Gesamt | Gesamt                                      | 21.688 | 5.439      |

## Ergebnisse
Nummern in "()" (Klammern) stehen bei Männern und Frauen, die mehrmals gewannen, für die Anzahl ihrer erreichten Siege.
| Datum/Jahr    | Erster Platz        | Zweiter Platz     | Dritter Platz     |
| ------------- | ------------------- | ----------------- | ----------------- |
| 18. Jan. 2025 | Cornelius Deuring   | Riccardo Rädler   | Josef Strobl      |
| 13. Jan. 2024 | Kilian Böck         | Josef Strobl      | Dieter Bischof    |
| 21. Jan. 2023 | abgesagt            | abgesagt          | abgesagt          |
| 15. Jan. 2022 | Josef Strobl (4)    | Marco Heidegger   | Mathias Gorbach   |
| 16. Jan. 2021 | abgesagt            | abgesagt          | abgesagt          |
| 18. Jan. 2020 | abgesagt            | abgesagt          | abgesagt          |
| 19. Jan. 2019 | Riccardo Rädler (4) | Cornelius Deuring | Josef Strobl      |
| 20. Jan. 2018 | abgesagt            | abgesagt          | abgesagt          |
| 21. Jan. 2017 | Riccardo Rädler (3) | Josef Strobl      | Bastian Daschner  |
| 16. Jan. 2016 | Mathias Caolvini    | Lucas Batlogg     | Heinz Kissling    |
| 18. Jan. 2015 | Riccardo Rädler (2) | Josef Strobl      | Niklas Herburger  |
| 18. Jan. 2014 | Riccardo Rädler (1) | Niklas Herburger  | Mathias Gorbach   |
| 19. Jan. 2013 | Josef Strobl (3)    | Matthias Gorbach  | Cornelius Deuring |
| 14. Jan. 2012 | Josef Strobl (2)    | Niklas Herburger  | Matthias Gorbach  |
| 15. Jan. 2011 | Josef Strobl (1)    | Markus Weiskopf   | Thomas Wallner    |
| 16. Jan. 2010 | Markus Weiskopf     | Patrick Ortlieb   | Jürgen Hasler     |
| 17. Jan. 2009 | Cornelius Greussing | Albert Hörmann    | Markus Weiskopf   |
| 12. Jan. 2008 | Daniel Pfeifer      | Patrick Ortlieb   |                   |
| 2007          |                     |                   |                   |
| 2006          | Patrick Ortlieb     |                   |                   |

| Jahr | Erster Platz          | Zweiter Platz      | Dritter Platz             |
| ---- | --------------------- | ------------------ | ------------------------- |
| 2025 | Paulina Wirth (3)     | Elena Steurer      | Nicole Strässle-Frei      |
| 2024 | Paulina Wirth (2)     | Bianca Venier      | Nicole Strässle-Frei      |
| 2023 | abgesagt              | abgesagt           | abgesagt                  |
| 2022 | Paulina Wirth (1)     | Jana Gigele        | Julia Scheyer             |
| 2021 | abgesagt              | abgesagt           | abgesagt                  |
| 2020 | abgesagt              | abgesagt           | abgesagt                  |
| 2019 | Alexandra Scheyer (3) | Verena Schnell     | Sabine Rederer            |
| 2018 | abgesagt              | abgesagt           | abgesagt                  |
| 2017 | Alexandra Scheyer (2) | Paulina Wirth      | Anna Meixner              |
| 2016 | Alexandra Scheyer (1) | Julia Stallinger   | Carina Natter             |
| 2015 | Nicola Schmid         | Carmen Huemer      | Anna Meixner              |
| 2014 | Angelika Kaufmann (5) | Antonia Walch      | Katja Wirth               |
| 2013 | Angelika Kaufmann (4) | Carmen Huemer      | Antonia Walch             |
| 2012 | Angelika Kaufmann (3) | Seraina Murk       | Brigitte Walter           |
| 2011 | Angelika Kaufmann (2) | Claudia Kohler     | Seraina Murk              |
| 2010 | Angelika Kaufmann (1) | Eveline Morandell  | Claudia Böhler            |
| 2009 | Anja Weiskopf         | Eveline Stremitzer | Carolin Schertler-Manhart |
| 2008 |                       |                    |                           |
| 2007 |                       |                    |                           |
| 2006 |                       |                    |                           |